# Aigrette sacrée
Egretta sacra
Espèce
Répartition géographique
- résident permanent
- non nicheur

Statut de conservation UICN

 LC  : Préoccupation mineure
L'Aigrette sacrée (Egretta sacra) est une espèce d'oiseaux échassiers de la famille des Ardeidae.
Selon le site Avibase (22 décembre 2023), le nom vernaculaire Aigrette sacrée posséderait deux synonymes : Aigrette des récifs de l'Est et Héron des palétuviers. Ces données sont néanmoins à considérer avec circonspection car on ne les retrouve dans aucune autre base de données ornithologiques[réf. nécessaire].

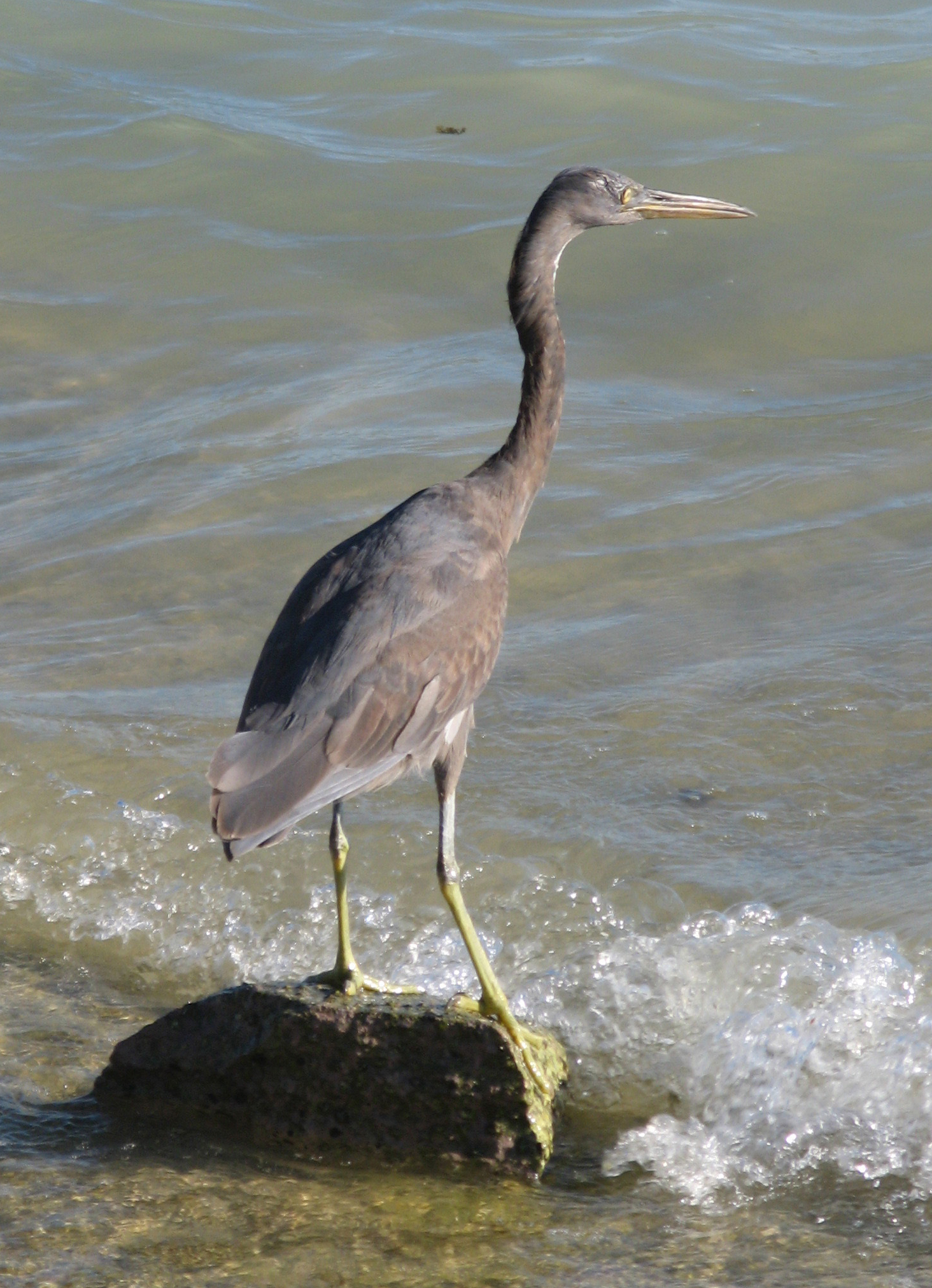
Variante ombreuse juvénile.
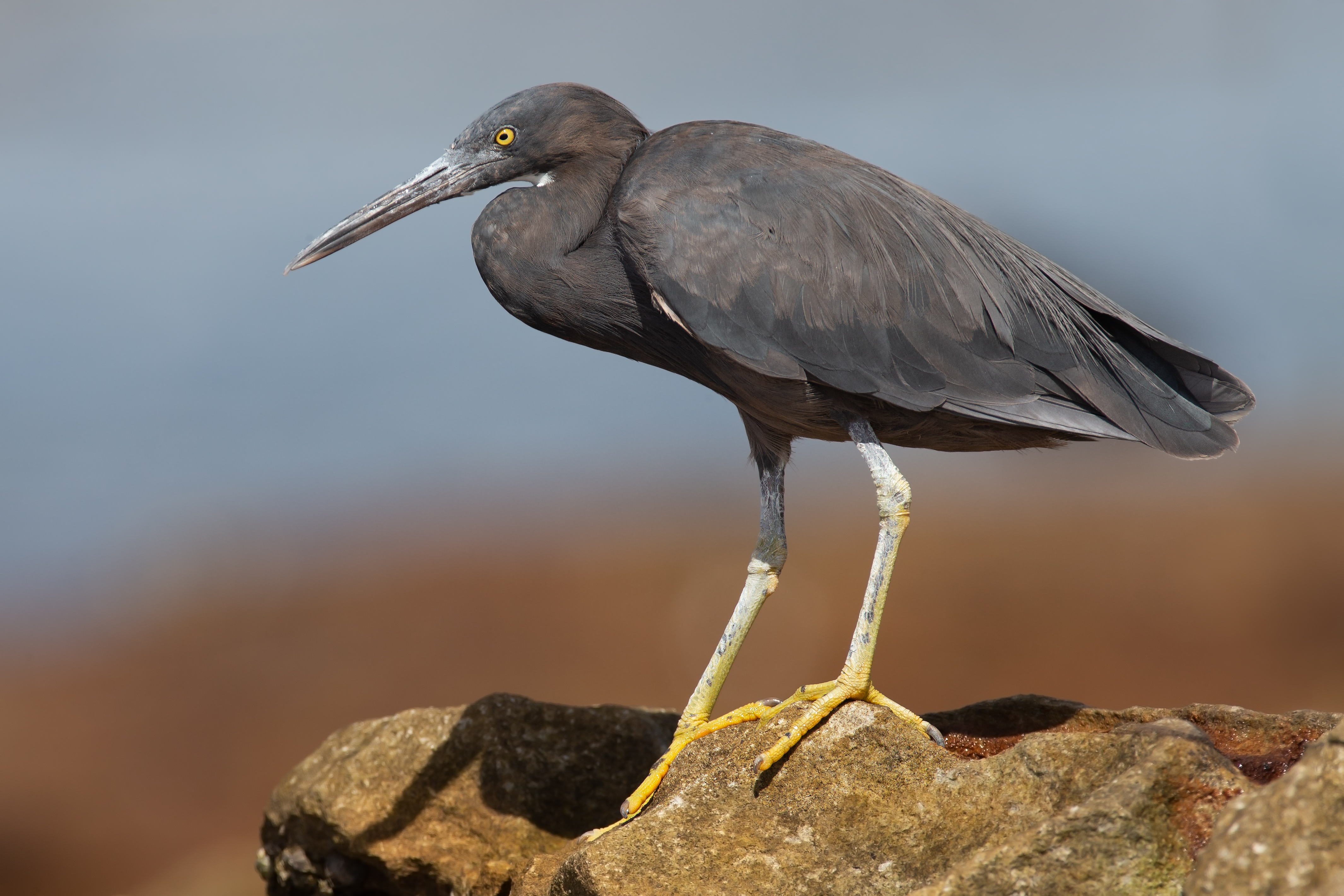
Aigrette sacrée en Nouvelle-Galles du Sud, Australie.

## Systématique
Le nom valide complet (avec auteur) de ce taxon est Egretta sacra (Gmelin, 1789). L'espèce a été initialement classée dans le genre Ardea sous le protonyme Ardea sacra J.F.Gmelin, 1789.

### Sous-espèce
D'après la classification de référence (version 14.1, 2024) de l'Union internationale des ornithologues, l'aigrette sacrée possède 2 sous-espèces (ordre philogénique) :
- Egretta sacra sacra (Gmelin, JF, 1789) ;
- Egretta sacra albolineata (Gray, GR, 1859).